# Xã Vermontville, Michigan
Xã Vermontville (tiếng Anh: Vermontville Township) là một xã thuộc quận Eaton, tiểu bang Michigan, Hoa Kỳ. Năm 2010, dân số của xã này là 2.053 người.